# Zeit (album de Rammstein)
Pour les articles homonymes, voir Zeit.
Albums de Rammstein
Rammstein
(2019)
Singles
1. Zeit
Sortie : 10 mars 2022
2. Zick Zack
Sortie : 7 avril 2022
3. Dicke Titten
Sortie : 27 mai 2022
4. Angst
Sortie : 26 août 2022
5. Adieu
Sortie : 25 novembre 2022

Zeit est le huitième album studio de Rammstein. Il sort le 29 avril 2022 sur le label Universal Music et est produit par Olsen Involtini et le groupe.

## Historique
Alors que le groupe a fini de composer son septième album officieusement intitulé Rammstein, 16 chansons sont alors finalisées, mais par manque de temps, ainsi que pour respecter leur habitude de ne sortir que 11 chansons par album, 5 sont alors mises à l'écart. Avant la sortie de Rammstein, Till Lindemann annonce que les chansons retirées figureront sur un nouvel album à venir.
Alors que le groupe est parti en tournée mondiale, la pandémie de Covid-19 l'oblige à l’interrompre. Christoph Schneider annonce que Rammstein va profiter de cette coupure pour continuer à composer et finir les chansons restantes, ainsi que mettre en œuvre les idées de chansons qu'ils avaient.
C'est en septembre 2020 que le groupe entre aux studios La Fabrique, à Saint-Rémy-de-Provence, où le septième album fut également enregistré. En février 2021, Flake annonce officiellement qu'un album sortira, en dévoilant la raison et les inspirations, qui sont notamment la folie des gens, ou encore Donald Trump.
Le 10 mars 2022 sort Zeit (« temps » en allemand), premier single issu de l'album, et le groupe surprend tout le monde, puisqu'il s'agit de la ballade de l'album. Zeit est également annoncé comme nom pour l'album, qui sortira le 29 avril 2022 sous 6 formats différents. La pochette de l'album montre le groupe en train de descendre le Trudelturm (en), un bâtiment technique issu de la recherche aéronautique construit entre 1934 et 1936.
Sur Spotify, la liste des titres est présente, mais seule le titre Zeit est connu, les autres sont notés Track, suivi du numéro de position dans l'album, et seront dévoilés ultérieurement. L'album contiendra, comme d'habitude, 11 chansons, et la troisième est indiquée comme contenant des « paroles explicites ». C'est le 21 mars que la tracklist est dévoilée de manière accidentelle par la filiale Mexicaine d'Universal Music Group.
La tracklist est dévoilée officiellement fin mars 2022 sous forme d'un jeu de piste, où le groupe a caché 11 capsules à travers le monde, où un code sera à rentrer sur le site officiel du groupe pour débloquer la tracklist.
Le 7 avril 2022, le groupe sort le deuxième single Zick Zack. La chanson dénonce, non sans humour, les abus de la chirurgie esthétique, en représentant dans le clip les membres du groupe retouchés au botox de manière abusive. La chanson sortira en physique accompagnée d'un magazine de 32 pages.
Le 21 avril 2022, le groupe annonce que l'album sortira dans certains cinémas en qualité "Dolby Atmos" pour le 28 avril 2022, et sortira le clip de la chanson Angst. Le clip sortira le 29 avril 2022, le jour de la sortie de l'album.
Le 25 mai 2022, le groupe sort le clip de la chanson Dicke Titten. Un single avec un remix seront disponibles le 15 juillet 2022.

## Paroles et thèmes abordés
Comme à son habitude, Till Lindemann pioche dans ses recueils de poèmes pour certaines chansons. Ainsi, les paroles de la chanson Armee der Tristen sont prises dans Armee der Traurigen Menschen de son livre 100 Gedichte, les chansons Schwarz et Angst proviendraient des poèmes du même nom issus de In Stillen Nächten, et la chanson Zick Zack provient de Grösser Schöner Härter issus également de In Stillen Nächten.
Par la suite, Paul Landers avouera que les paroles sont inspirées d'expériences personnelles des membres du groupe, et dira aussi qu'ils ont hésité à mettre la chanson Ramm4, issue des compositions du 7e album et jouée sur les tournées estivales de 2016 et de 2017, mais qui finalement n'en fait pas partie car il a été décidé de la sortir à l'occasion de la sortie d'un documentaire en 4 parties retraçant l'histoire du groupe et qui sortira sur Amazon Prime.

## Caractéristiques musicales
Comme pour le 7ème album, Zeit retrace les sonorités des anciens albums tout en y apportant de la nouveauté. Ainsi, la douceur amère et la puissance des chansons Zeit, Schwarz, Lügen et Adieu évoquent la période Reise, Reise et Rosenrot ; le côté dansant de Zick Zack, ainsi que la partie criée de Angst rappellent l'album Rammstein ; le côté burlesque accompagné de gros riffs de guitare de Dicke Titten, ou encore la violence avec les paroles explicites de OK rappellent l'album Liebe ist für alle da ; le côté indus avec les gros riffs froids accompagnés de l'électro de Giftig rappellent l'album Sehnsucht ; la puissance de Angst ramène à Mutter, tout comme la chanson Meine Tränen directement inspirée de la chanson éponyme. Enfin la chanson Armee der Tristen retrace tous les styles visités par le groupe : de l'électro sur les couplets, un refrain en deux temps avec une partie plus organique des périodes Reise Reise et Rosenrot, et la deuxième partie, plus dans le style militaire des premiers albums. Mais malgré tout, l'album possède son lot de nouvelles sonorités ; ainsi, il y a de l'autotune sur Lügen, de la musique festive style Oktoberfest sur Dicke Titten, un gros breakdown sur OK, et enfin du piano sur Zeit, Schwarz et Adieu.

## Liste des titres
| 1.    | Armee der Tristen | 3:25 |
| 2.    | Zeit              | 5:21 |
| 3.    | Schwarz           | 4:18 |
| 4.    | Giftig            | 3:08 |
| 5.    | Zick Zack         | 4:04 |
| 6.    | OK                | 4:03 |
| 7.    | Meine Tränen      | 3:57 |
| 8.    | Angst             | 3:44 |
| 9.    | Dicke Titten      | 3:38 |
| 10.   | Lügen             | 3:49 |
| 11.   | Adieu             | 4:39 |
| 44:06 |                   |      |

## Composition
Rammstein
- Till Lindemann - chant
- Richard Zven Kruspe - guitare, chœurs
- Paul H. Landers - guitare, chœurs
- Oliver Riedel - basse
- Doktor Christian « Flake » Lorenz, sampleur
- Christoph « Doom » Schneider - batterie

Autres personnels
- Olsen Involtini : producteur
- Sky van Hoff : producteur supplémentaire, ingénieur du son, montage
- Bryan Adams : photographie
- Büro Dirk Rudolph : pochette

## Classements
Classements
| Pays             | Durée du classement | Meilleur classement | Date          |
| ---------------- | ------------------- | ------------------- | ------------- |
| Allemagne        | 31 semaines         | 1er                 | 6 mai 2022    |
| Australie        | 2 semaines          | 3e                  | 15 mai 2022   |
| Autriche         | 30 semaines         | 1er                 | 10 mai 2022   |
| Belgique (V)     | 31 semaines         | 1er                 | 7 mai 2022    |
| Belgique (W)     | 31 semaines         | 1er                 | 7 mai 2022    |
| Canada           | 2 semaines          | 7e                  | 14 mai 2022   |
| Danemark         | 9 semaines          | 1er                 | 6 mai 2022    |
| Écosse           | 8 semaines          | 1er                 | 12 mai 2022   |
| Espagne          | 16 semaines         | 4e                  | 8 mai 2022    |
| États-Unis       | 1 semaine           | 15e                 | 14 mai 2022   |
| Finlande         | 29 semaines         | 1er                 | 6 mai 2022    |
| France           | 28 semaines         | 1er                 | 30 avril 2022 |
| Italie           | 3 semaines          | 12e                 | 5 mai 2022    |
| Norvège          | 22 semaines         | 1er                 | 6 mai 2022    |
| Nouvelle-Zélande | 1 semaine           | 11e                 | 9 mai 2022    |
| Pays-Bas         | 27 semaines         | 1er                 | 7 mai 2022    |
| Portugal         | 11 semaines         | 3e                  | 6 mai 2022    |
| Royaume-Uni      | 2 semaines          | 3e                  | 12 mai 2022   |
| Suède            | 27 semaines         | 1er                 | 6 mai 2022    |
| Suisse           | 31 semaines         | 1er                 | 8 mai 2022    |
| Tchéquie         | 30 semaines         | 1er                 | 6 mai 2022    |

## Certifications
| Pays      | Certification | Ventes    | Date |
| --------- | ------------- | --------- | ---- |
| Allemagne | 2 × Platine   | 400 000 + | 2025 |
| Autriche  | Platine       | 15 000 +  | 2023 |
| France    | Or            | 50 000 +  | 2022 |
| Belgique  | Or            | 10 000 +  | 2023 |
| Hongrie   | Platine       | 4 000 +   | 2023 |
| Pologne   | Platine       | 20 000 +  | 2023 |
| Suisse    | Platine       | 20 000 +  | 2022 |

## Distinctions
| Pays    | Distinctions       | Catégorie                         | Date | Résultats |
| ------- | ------------------ | --------------------------------- | ---- | --------- |
| Pologne | Antyradio Awards   | Meilleur album rock international | 2022 | Lauréat   |
| Suède   | Bandit Rock Awards | Meilleur album international      | 2022 | Lauréat   |
| Russie  | DrHead Awards      | Meilleur album rock de l'année    | 2022 | Lauréat   |
| Estonie | MetalStorm Awards  | Meilleur album metal industriel   | 2022 | Lauréat   |